# Puchar Polski 2016-2017
La Puchar Polski 2016-2017 è stata la 63ª edizione della coppa nazionale polacca, organizzata dalla PZPN. La competizione è iniziata il 16 luglio 2016 e si è conclusa il 2 maggio 2017 allo Stadio Narodowy di Varsavia con la vittoria del Arka Gdynia sul Lech Poznań per 2-1.

## Ottavi di finale
| Squadra 1                    | Risultato            | Squadra 2       |
| ---------------------------- | -------------------- | --------------- |
| 20 settembre 2016            |                      |                 |
| Górnik Zabrze                | 0 – 2                | Wigry Suwałki   |
| GKS Jastrzębie               | 1 – 1(dts) (7-6 dtr) | Górnik Łęczna   |
| 21 settembre 2016            |                      |                 |
| Ruch Chorzów                 | 0 – 3                | Lech Poznań     |
| Puszcza Niepołomice          | 1 – 1(dts) (4-2 dtr) | Lechia Danzica  |
| 22 settembre 2016            |                      |                 |
| KSZO Ostrowiec Świętokrzyski | 1 – 2                | Arka Gdynia     |
| Bytovia Bytów                | 3 – 0                | Śląsk Breslavia |
| 27 settembre 2016            |                      |                 |
| Chojniczanka Chojnice        | 1 – 2                | Wisła Cracovia  |
| 28 settembre 2016            |                      |                 |
| Pogoń Stettino               | 4 – 1                | Jagiellonia     |

## Quarti di finale
| Squadra 1                     | Totale | Squadra 2      | Andata | Ritorno |
| ----------------------------- | ------ | -------------- | ------ | ------- |
| 25 ottobre / 29 novembre 2016 |        |                |        |         |
| GKS Jastrzębie                | 2 – 3  | Wigry Suwałki  | 1 – 1  | 1 – 2   |
| Bytovia Bytów                 | 2 – 2  | Arka Gdynia    | 2 – 1  | 0 – 1   |
| 26 ottobre / 30 novembre 2016 |        |                |        |         |
| Lech Poznań                   | 5 – 3  | Wisła Cracovia | 1 – 1  | 4 – 2   |
| Puszcza Niepołomice           | 0 – 2  | Pogoń Stettino | 1 – 2  | 0 – 2   |

## Semifinali
| Squadra 1                   | Totale | Squadra 2      | Andata | Ritorno |
| --------------------------- | ------ | -------------- | ------ | ------- |
| 28 febbraio / 5 aprile 2017 |        |                |        |         |
| Lech Poznań                 | 4 – 0  | Pogoń Stettino | 3 – 0  | 1 – 0   |
| 1º marzo / 6 aprile 2017    |        |                |        |         |
| Wigry Suwałki               | 4 – 5  | Arka Gdynia    | 0 – 3  | 4 – 2   |

## Finale
| Arbitro: | Tomas Musial |

|             |           |                              |
| Trałka 119’ | Marcatori | 107’ Siemaszko 112’ Zarandia |